# هاکبورن
هاکبورن (به آلمانی: Hakeborn) یک منطقهٔ مسکونی در آلمان است که در بورد-هاکل واقع شده‌است. هاکبورن ۸۰۵ نفر جمعیت دارد.